# Valeria Mazza
Pour les articles homonymes, voir Mazza.
Valeria Raquel Mazza, née le 17 février 1972, est une top model argentine.

## Biographie
Valeria Mazza est née à Rosario, dans la province de Santa Fe, et a été découverte à 16 ans par le coiffeur-styliste Roberto Giordano.
Elle est devenue connue en 1996, en apparaissant sur la couverture de Sports Illustrated avec Tyra Banks, et a présenté le Festival de Sanremo en Italie. Valeria Mazza est également apparue sur les couvertures de Glamour, ELLE, Cosmopolitan et Vogue.  
En 1998, elle apparaît dans Paparazzi de Neri Parenti. Cette même année, elle épouse l'homme d'affaires Alejandro Gravier, avec qui elle a quatre enfants.

## Filmographie partielle

### Au cinéma
- 1998 : Paparazzi de Neri Parenti